# Joerij Istomyn
Joerij Istomyn (Oekraïens: Юрій Васильович Істомин, Russisch: Юрий Васильевич Истомин) (Charkov, 3 juli 1944 - Moskou, 6 februari 1999) was voetballer die uitkwam voor de Sovjet-Unie en van Oekraïense afkomst was. Zijn naam werd destijds als speler steevast in het Russisch geschreven en is dus ook als Joeri Istomin bekend.

## Biografie
Hij begon zijn carrière bij SKA Kiev en maakte dan de overstap naar CSKA Moskou, waar hij acht jaar speelde. Met de club werd hij landskampioen in 1970.
Hij speelde ook vijf jaar voor het nationale elftal en werd vicekampioen op het EK 1972 en veroverde de bronzen medaille op de Olympische Spelen in München.